# 法興寺 (朝鮮)
法興寺，位於朝鮮平安南道平原郡信成里江龍山的山腳。它始建於高句麗時代，在11世紀時曾經被擴建。16世紀時日本的倭寇常常入侵朝鮮半島，朝鮮僧人西山大師領導僧人拿起武器奮起抵抗，就在這幢佛教寺廟組建約1,500多名義勇軍，分布在80多幢建築物。寺院於公元1759年再度改建，現時僅存「長慶閣」、朝鲜王朝後期修建的極樂殿，以及一些浮屠和石碑等零碎建築物。